# 滑鐵盧 (內布拉斯加州)
滑鐵盧（英語：Waterloo）是位於美國內布拉斯加州道格拉斯縣的村。

## 人口
根據2020年美國人口普查的數據，滑鐵盧的面積為2.08平方千米，皆為陸地。當地共有人口935人，而人口密度為每平方千米450人。